# Charles Trowbridge
Charles Trowbridge (ur. 10 stycznia 1882 w Veracruz w Meksyku, zm. 30 kwietnia 1967 w Los Angeles, Kalifornia, USA) – amerykański aktor filmowy. W latach 1915–1958 wystąpił w 233 filmach.

## Wybrana filmografia
- 1936: Romantyczna pułapka
- 1936: The Garden Murder Case
- 1937: Exiled to Shanghai
- 1937: Fit for a King
- 1938: Gang Bullets
- 1938: Crime School
- 1939: The Man They Could Not Hang
- 1940: Ręka mumii
- 1940:The Fatal Hour
- 1940: The Man with Nine Lives
- 1941: Wielkie kłamstwo
- 1941: Great Guns
- 1941: Sierżant York
- 1941: Strange Alibi
- 1946: The Hoodlum Saint
- 1946: Undercurrent
- 1947: Tycoon
- 1947: Tarzan i łowcy zwierząt